# Бамахане
Бамахане (Бамаханэ́; ивр. במחנה‎ — в военном лагере) — ивритоязычный еженедельный журнал Армии обороны Израиля (АОИ). Первый номер был выпущен в декабре 1934 года военной организацией Хагана, последний — в январе 2020 года.
Несмотря на то что официально он был подчинён подразделению «образования и молодёжи» Управления личного состава АОИ, еженедельник являлся (что необычно для такого статуса) независимым изданием, и до 2006 года не цензурировался пресс-службой АОИ. Как результат, его содержание становилось причиной дискуссий, в мае 2001 года начальник Управления бригадный генерал Элазар Штерн принял решение о его закрытии, а окончательное закрытие состоялось в 2020 году.

## История
Впервые «Бамахане» вышел в свет в декабре 1934 года как подпольное издание тель-авивского отделения Хаганы. Его первым главным редактором до 1947 года был Эфраим Тальми, которого затем сменил Моше Шамир. Для «Бамахане» писали такие известные писатели как Натан Альтерман и Лея Голдберг. В конце 1947 года он стал органом Хаганы в целом, а после образования АОИ — «солдатской газетой».
Между 2000 и 2005 годами «Бамахане» издавался в виде 2-х частей: первая содержала новостные статьи, связанные с вопросами военного дела и безопасности, вторая — редакционные статьи, интервью, фотоматериалы и другие. С января 2006 года «Бамахане» издаётся в форме журнала из 68 страниц.
«Бамахане» выходил по четвергам. Тираж журнала составлял десятки тысяч экземпляров, среди читателей были, в основном, военнослужащие, получающие его на военных базах. Кроме того, многие израильские граждане, интересующиеся военной тематикой, являлись его подписчиками.

## Спорные ситуации
В мае 2001 года тогдашний начальник Управления личного состава АОИ Элазар Штерн приказал закрыть еженедельник из-за «спорного материала» о полковнике-гомосексуале, включавшего статью на первой странице. Тем не менее, вследствие общественного протеста и обращений к министру обороны Биньямину Бен-Элиэзеру, еженедельник закрыт не был.
В сентябре 2005 года трое служащих «Бамахане» были уволены за нарушение запрета пресс-службы АОИ на документирование и публикацию материалов и фотографий о переносе еврейских могил из Гуш-Катифа (Сектор Газа) на территорию Израиля в результате программы размежевания. По результатам этого и других подобных инцидентов, в январе 2006 года глава Управления личного состава Штерн издал приказ о том, что каждая часть материала должна пройти перед публикацией тщательную проверку в пресс-службе АОИ. Служащие еженедельника охарактеризовали это как попытку Штерна превратить «Бамахане» во вторую «Правду».

## Известные авторы Бамахане
Среди тех, кто регулярно писал для Бамахане во время их военной службы, были:
- Эхуд Ольмерт, в последующем политик и премьер-министр Израиля
- Нисим Алони[англ.], ныне — драматург
- Эйтан Хабер[англ.], ныне — журналист
- Цахи Ханегби, ныне — политик
- Яир Лапид, ныне — журналист, телеведущий и государственный деятель
- Рам Орен[англ.], ныне — писатель
- Имануэль Розен[англ.], ныне — журналист и телеведущий
- Ренен Скорр, ныне — кинорежиссер